# توزکول (شهرستان رحیم‌بیک)
توزکول (به قزاقی: Tuzkol) یک دریاچه در قزاقستان است که در استان آلماتی واقع شده‌است.